# Jack Tonic
Jack Tonic, född 18 augusti 2019, är en fransk varmblodig travhäst. Han tränas av sin ägare Thierry Duvaldestin och körs av Théo Duvaldestin.
Jack Tonic började tävla i november 2021 och inledde med tre raka vinster. Han har till december 2022 sprungit in 185 350 euro på 13 starter, varav 7 segrar, 1 andraplatser och 0 tredjeplatser. Han har tagit karriärens hittills största vinst i Yearling Cup Arqana Trot (2022). Han har även vunnit Prix Jules Verne (2021), Prix des Espoirs (2021), Prix des Begonias (2021) och Prix Timocharis (2022) samt kommit på andraplats i Prix Victor Régis (2022).

## Statistik
| Statistik för Jack Tonic (Ref.) | Statistik för Jack Tonic (Ref.) | Statistik för Jack Tonic (Ref.) | Statistik för Jack Tonic (Ref.) | Statistik för Jack Tonic (Ref.) | Statistik för Jack Tonic (Ref.) |
| ------------------------------- | ------------------------------- | ------------------------------- | ------------------------------- | ------------------------------- | ------------------------------- |
| Starter                         | Placeringar                     | Startprissumma                  | Segerprocent                    | Platsprocent                    | Rekord                          |
| 13                              | 7-1-0                           | 185 350 euro                    | 54 %                            | 62 %                            | 1.12,1ak,                       |

### Starter
| #  | Datum             | Lopp                                   | Bana                     | Kusk                | Tid     | Distans | Plac. | Vinstbelopp |
| -- | ----------------- | -------------------------------------- | ------------------------ | ------------------- | ------- | ------- | ----- | ----------- |
| -  | 16 juni 2021      | Kvallopp                               | Caen                     | Thierry Duvaldestin | 1.17,2a | 2 140 m | gdk   | 0 euro      |
| 1  | 21 november 2021  | Prix Jules Verne                       | Amiens                   | Thierry Duvaldestin | 1.18,1a | 2 400 m | 1     | 4 950 euro  |
| 2  | 5 december 2021   | Prix des Espoirs                       | Chateaubriant            | Thierry Duvaldestin | 1.17,1a | 2 400 m | 1     | 5 400 euro  |
| 3  | 14 december 2021  | Prix des Begonias                      | Vincennes                | Thierry Duvaldestin | 1.14,4a | 2 175 m | 1     | 12 150 euro |
| 4  | 1 januari 2022    | Prix des Eglanttiers                   | Vincennes                | Thierry Duvaldestin | Da      | 2 700 m | Da    | 0 euro      |
| 5  | 9 juni 2022       | Prix Hesperia                          | Vincennes                | Matthieu Chadeyron  | 1.16,1a | 2 700 m | 5     | 2 200 euro  |
| 6  | 30 juni 2022      | Prix de la Societe Hippique Francaise  | Vichy                    | Théo Duvaldestin    | 1.16,4a | 2 950 m | 1     | 14 400 euro |
| 7  | 15 juli 2022      | Prix des Pivoines                      | Cabourg                  | Théo Duvaldestin    | Da      | 2 775 m | Da    | 0 euro      |
| 8  | 25 juli 2022      | Prix de la Grand Terasse Hotel et Spas | Chatelaillon-La Rochelle | Théo Duvaldestin    | 1.17,8a | 2 650 m | 1     | 11 250 euro |
| 9  | 20 augusti 2022   | Prix Abel Bassigny                     | Vincennes                | Théo Duvaldestin    | 1.12,7a | 2 175 m | 8     | 0 euro      |
| 10 | 27 augusti 2022   | Yearling Cup Arqana Trot               | Vincennes                | Théo Duvaldestin    | 1.14,7a | 2 700 m | 1     | 67 500 euro |
| 11 | 30 september 2022 | Prix Timocharis                        | Vincennes                | Théo Duvaldestin    | 1.14,4a | 2 700 m | 1     | 31 500 euro |
| 12 | 29 oktober 2022   | Prix Victor Régis                      | Vincennes                | Théo Duvaldestin    | 1.12,1a | 2 175 m | 2     | 30 000 euro |
| 13 | 20 november 2022  | Prix Guy Deloison                      | Vincennes                | Théo Duvaldestin    | 1.13,9a | 2 700 m | 5     | 6 000 euro  |

## Stamtavla
| Efter Charly du Noyer    | Ready Cash         | Indy de Vive   | Viking's Way       |
| Efter Charly du Noyer    | Ready Cash         | Indy de Vive   | Tekiflore          |
| Efter Charly du Noyer    | Ready Cash         | Kidea          | Extreme Dream      |
| Efter Charly du Noyer    | Ready Cash         | Kidea          | Doceanide du Lilas |
| Efter Charly du Noyer    | Ornella Jet        | Halimede       | Buvetier d'Aunou   |
| Efter Charly du Noyer    | Ornella Jet        | Halimede       | Udames             |
| Efter Charly du Noyer    | Ornella Jet        | Delmonica Jet  | Tarass Boulba      |
| Efter Charly du Noyer    | Ornella Jet        | Delmonica Jet  | Armbro Glamour     |
| Undan Class de Touchyvon | Repeat Love        | Coktail Jet    | Quouky Williams    |
| Undan Class de Touchyvon | Repeat Love        | Coktail Jet    | Armbro Glamour     |
| Undan Class de Touchyvon | Repeat Love        | Guilty of Love | And Arifant        |
| Undan Class de Touchyvon | Repeat Love        | Guilty of Love | Amour d'Aunou      |
| Undan Class de Touchyvon | Squaw de Touchyvon | Ganymede       | Buvetier d'Aunou   |
| Undan Class de Touchyvon | Squaw de Touchyvon | Ganymede       | Udames             |
| Undan Class de Touchyvon | Squaw de Touchyvon | Joy du Buisson | Cezio Josselyn     |
| Undan Class de Touchyvon | Squaw de Touchyvon | Joy du Buisson | Utopie du Buisson  |